# Ріна Хонідзумі
Ріна Хонідзумі (яп. 本泉莉奈, 4 лютого 1993, Фукусіма) — японська сейю.

## Біографія
Ріна Хонідзумі народилася 4 лютого 1993 в префектурі Фукусіма . Рішення про вибір майбутньої професії було прийнято ще під час навчання в старшій школі, після закінчення якої Хонідзумі пішла на курси підготовки сейю при Токійскому коледжі мультипликації . У березні 2013 року Ріна завершила навчання в цьому навчальному закладі і уклала контракт з агентством 81 Produce .
Дебют Хонідзумі як професійної актриси озвучування відбувся в 2013 році, в якому їй було довірено епізодичні ролі в аніме-серіалах Tamagotchi! Miracle Friends і Duel Masters Victory V3 . За підсумками 2018 роки за головну роль Сааї Якусідзи в серіалі Hugtto! Precure Хонідзумі була удостоєна премії Seiyu Awards в номінації «Краща актриса» .

## Фільмографія

### Аніме-серіали
2013
- Tamagotchi! Miracle Friends[en] (клієнт)
- Duel Masters Victory V3 (вчитель)
- Kill la Kill (глядач)

2014
- Super Sonico[en] (Байто-тян, епізоди)
- «Рицарі Тенкай» (школярка)
- Hanayamata[en] (студентка)

2015
- Kyoukai no Rinne (Ріне Рокудо в дитинстві)
- Wish Upon the Pleiades[en] (учениця)

2016
- Qualidea Code[en] (школярка)
- Trickster[en] (Піппо, Томое Цудзі)
- Sailor Moon Crystal (Вілюй)

2017
- Yowamushi Pedal (школярки)
- BanG Dream! (Маю Кавабата)
- Tomica Hyper Rescue Drive Head Kidou Kyuukyuu Keisatsu[ja] (эпізоды)
- The Laughing Salesman New[en] (колега)
- The Reflection[en] (школярка)
- Welcome to the Ballroom (подруга Тінацу)
- Omiai Aite wa Oshiego, Tsuyoki na, Mondaiji.[ja] (Нана Сайгава)
- UQ Holder! (Мег)
- Future Card Buddyfight X[en] (дитина)
- Juni Taisen: Zodiac War[en] (школярка)

2018
- Aikatsu Stars![en] (дівчина)
- Beatless (клерк)
- Hugtto! Precure (Саая Якусідзі)
- Pikachin-Kit[ja] (дівчина)
- Inazuma Eleven: Orion no Kokuin[en] (дівчата)
- Tada Never Falls in Love (школярка)
- Wotakoi: Love is Hard for Otaku (однокласниця Нарумі)
- Ongaku Shoujo[en] (мати з магазину)
- 100 Sleeping Princes and the Kingdom of Dreams[en] (люди в місті)
- Merc Storia[en] (Кесесера)
- Dakaretai Otoko 1-i ni Odosarete Imasu.[en] (оточення)
- Mr. Tonegawa: Middle Management Blues[en] (медсестра)
- That Time I Got Reincarnated as a Slime (Піріно)
- Zombie Land Saga (Мігікава)
- As Miss Beelzebub Likes[en] (дівчина)
- Cardfight!! Vanguard[en] (Кодзі Ібукі)

2019
- Kaguya-sama: Love is War (школярка)
- Endro![en] (селянка)
- Wise Man's Grandchild (Сицилі фон Клод)
- Teasing Master Takagi-san (школярка)
- Wasteful Days of High School Girls[en] (дівчина)

2020
- Plunderer (Хіна)
- The Gymnastics Samurai (Рей Арагакі)

### Аніме-фільми
- Pretty Cure Super Stars! — Саая Якусідзи
- Hugtto! Pretty Cure Futari wa Pretty Cure: All Stars Memories — Саая Якусідзи
- Eiga Pretty Cure Miracle Universe — Саая Якусідзи